# Land Rover Defender (2019)
Il Land Rover Defender è un'autovettura prodotta dalla casa automobilistica britannica Land Rover a partire dal dicembre 2019 a Nitra, in Slovacchia.

## Descrizione

### Contesto e tecnica

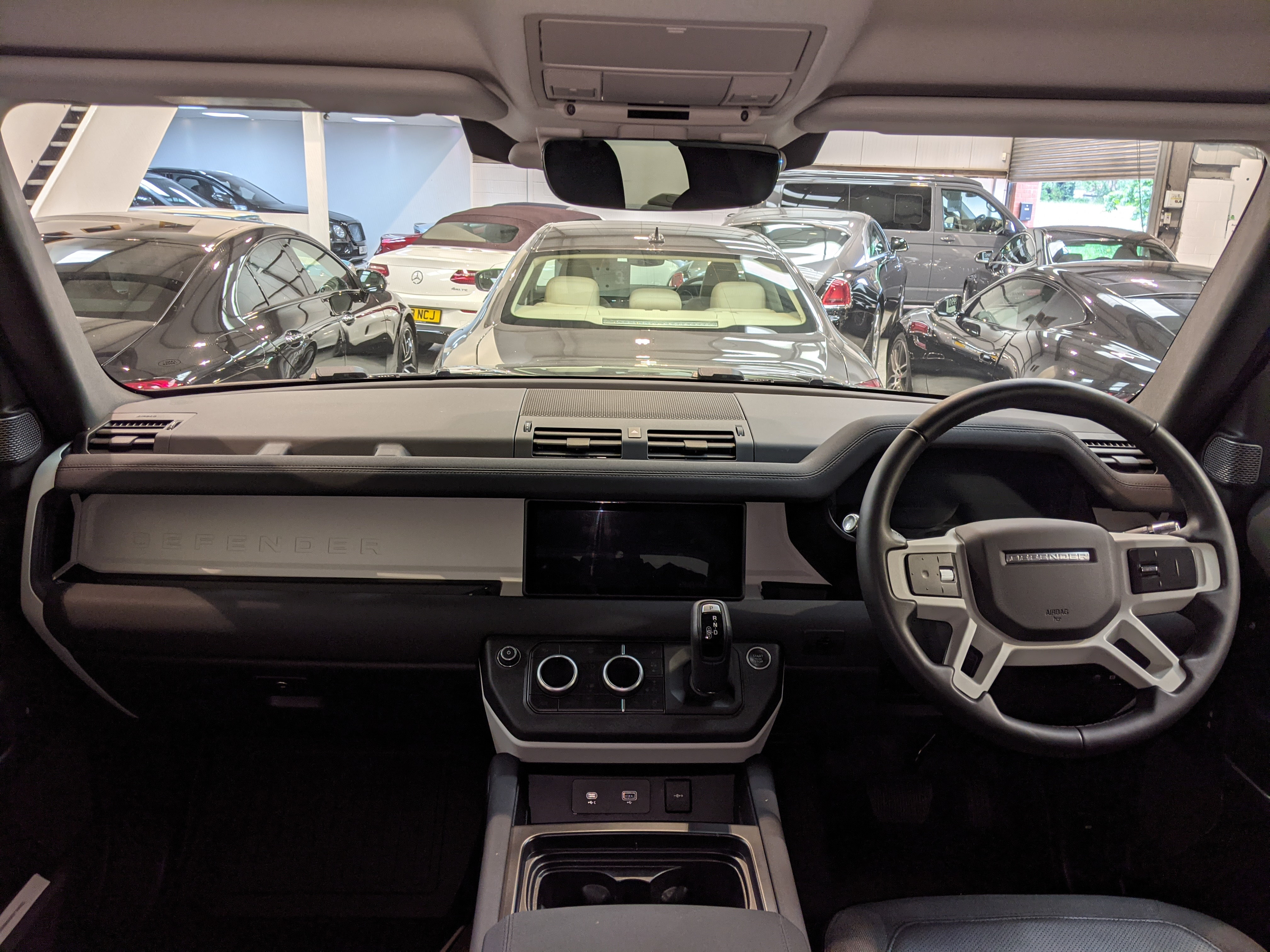
Interni

La vettura, che sostituisce l'originale Land Rover Defender prodotto dal 1948 al 2016, è stata presentata il 10 settembre 2019 al Salone di Francoforte.
L'auto non condivide alcun componente con il precedente modello Defender. A differenza dell'antenata che era realizzata su un telaio a longheroni con carrozzeria separata, il nuovo modello è costruito su un telaio monoscocca in alluminio denominato D7x e derivato dalla piattaforma Jaguar-Land Rover condivisa con altri modelli del gruppo inglese, come le contemporanee Discovery e la Range Rover Sport. Per ridurre il peso, la carrozzeria è realizzata in materiali plastici. Il Defender viene prodotto a Nitra in Slovacchia.

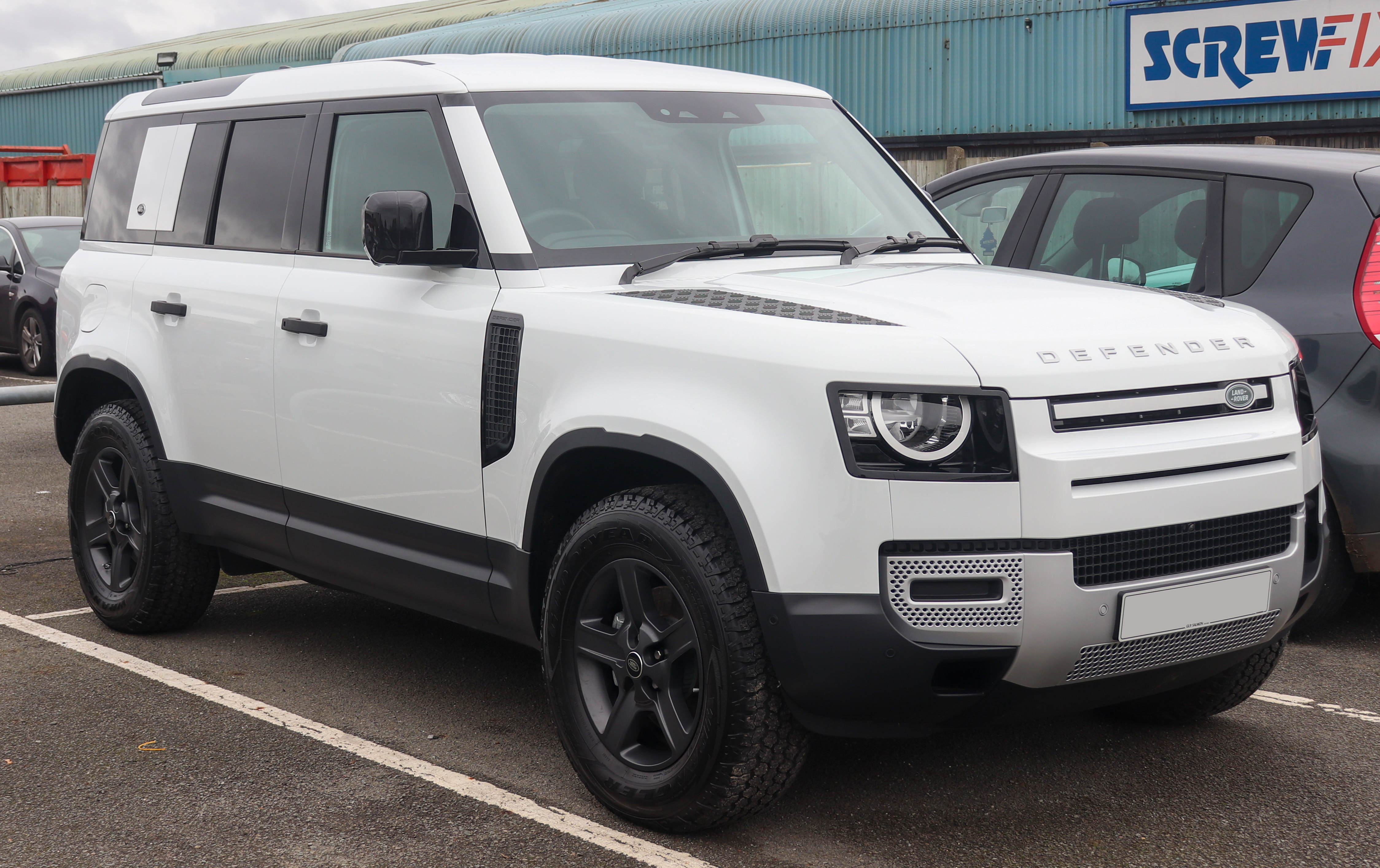
Frontale di un Defender 110

L'utilizzo di telaio monoscocca, sospensioni indipendenti e cambio automatico hanno aumentato notevolmente il comfort di bordo nella guida stradale, ma allo stesso tempo senza penalizzare troppo le capacità in fuoristrada.
La vettura è disponibile in due varianti di carrozzeria e di passo, chiamati 90 a interasse corto e tre porte (nome in codice L663) e 110 a interasse lungo a 5 porte (nome in codice L851).
La Defender 110 ha un interasse di 3022 mm ed è lunga 4758 mm (5018 mm con la ruota di scorta). La Defender 90 ha un interasse di 2587 mm ed è lunga 4323 mm (4583 mm con la ruota di scorta).

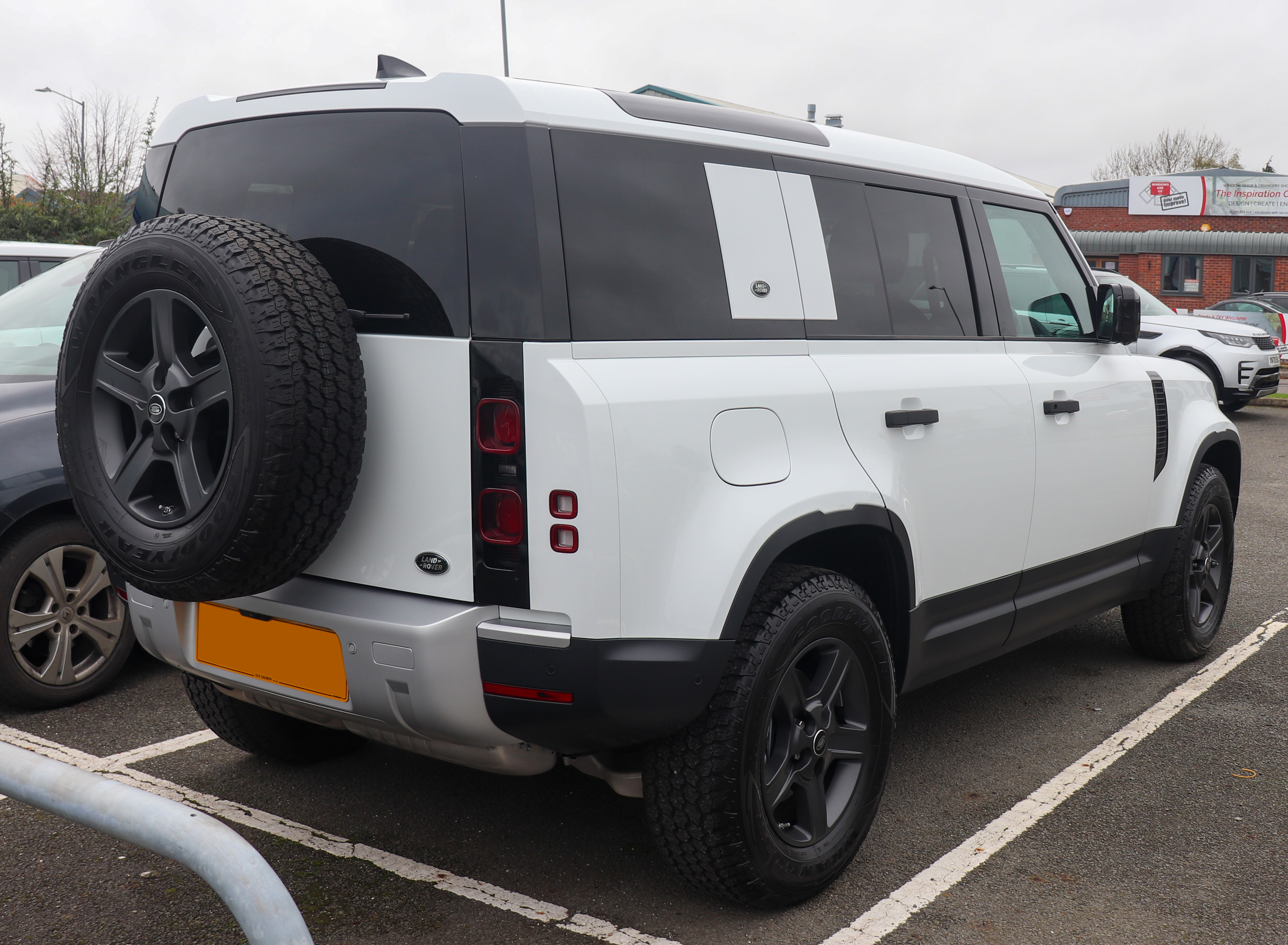
Posteriore di un Defender 110

I modelli Defender 90 sono dotati di serie di sospensioni a molle elicoidali, mentre i modelli 110 hanno quelle pneumatiche. Il Defender è dotato di un sistema di sospensioni indipendenti su tutte le ruote, con uno schema a doppio braccio oscillante all'avantreno e multilink a 4 leve e mezzo al retrotreno. L'altezza da terra è di 291 mm, con la capacità massima di guado che è di 90 cm. L'angolo di attacco anteriore è di 38 gradi, mentre quello di uscita posteriore di 40 gradi. 

### Motori e versioni
A spingere la vettura sono i motori della famiglia JLR Ingenium: la diesel D200 mossa da un 4 cilindri 2.0 litri da 200 CV o 241 CV, la diesel D250 con un 6 cilindri 3,0 litri da 250 CV, il benzina P300 mossa da un 2,0 litri da 300 CV e la P400 mossa da un 3,0 litri a 6 cilindri in linea abbinato a un sistema ibrido leggero da 400 CV.
Tutte le varianti sono dotate di cambio automatico ZF a 8 velocità e di trazione integrale permanente.

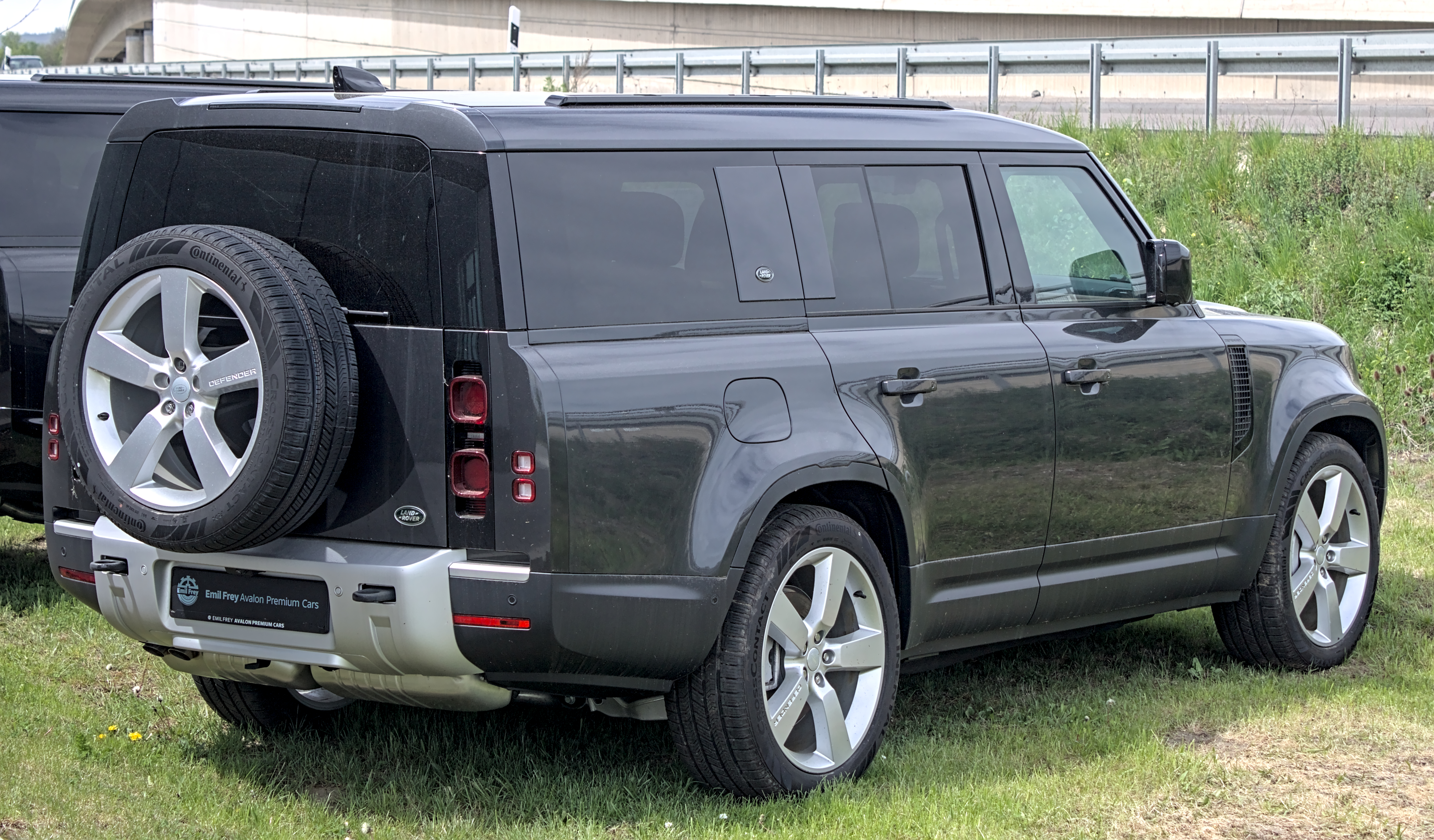
Defender 130

La Defender è disponibile negli allestimenti Standard, S, SE, HSE e X. Land Rover offre anche quattro pacchetti, denominati Explorer, Adventure, Urban e Country, che includono vari accessori come una presa d'aria per il motore rialzata, paraspruzzi di maggiori dimensioni e un portapacchi.
Di serie su tutte le versioni con motorizzazioni sopra i 250 CV ci sono i cerchi in lega da 19 pollici, mentre quelli in acciaio da 18 pollici sono disponibili su quelle fino a 250 CV, fari a LED e un sistema di infotainment touchscreen da 10 pollici.
Al lancio sul mercato, la gamma motori comprendeva due motori a benzina e due motori diesel. A settembre 2020 è stata presentata una variante con ibrida plug-in e i motori diesel a quattro cilindri sono stati sostituiti da quelli a sei cilindri. Nel febbraio 2021 ha debuttato una versione con motore a benzina V8 da 5,0 litri da 525 CV.